# Yan Naing Soe
Yan Naing Soe, (* 31. ledna 1979) je myanmarský (barmský) zápasník–judista, civilním povoláním policista. Jeho stežejním turnajem jsou Jihovýchodoasijské hry, které jsou v Myanmaru vysoce prestižní, a na kterých zvítězil v letech 2013 a 2015. V roce 2016 obdržel od tripartitní komise pozvánku k účasti na olympijských hrách v Riu, kde si připsal dílčí úspěch vítězstvím nad Christopherem Georgem z Trinidadu. V dalším kole své vystoupení ukončil prohrou na ippon s německým favoritem Karlem-Richardem Freyem. Při úvodním ceremoniálu olympijských her v Riu byl vlajkonošem výpravy.